# Philippe Jacques van Bree

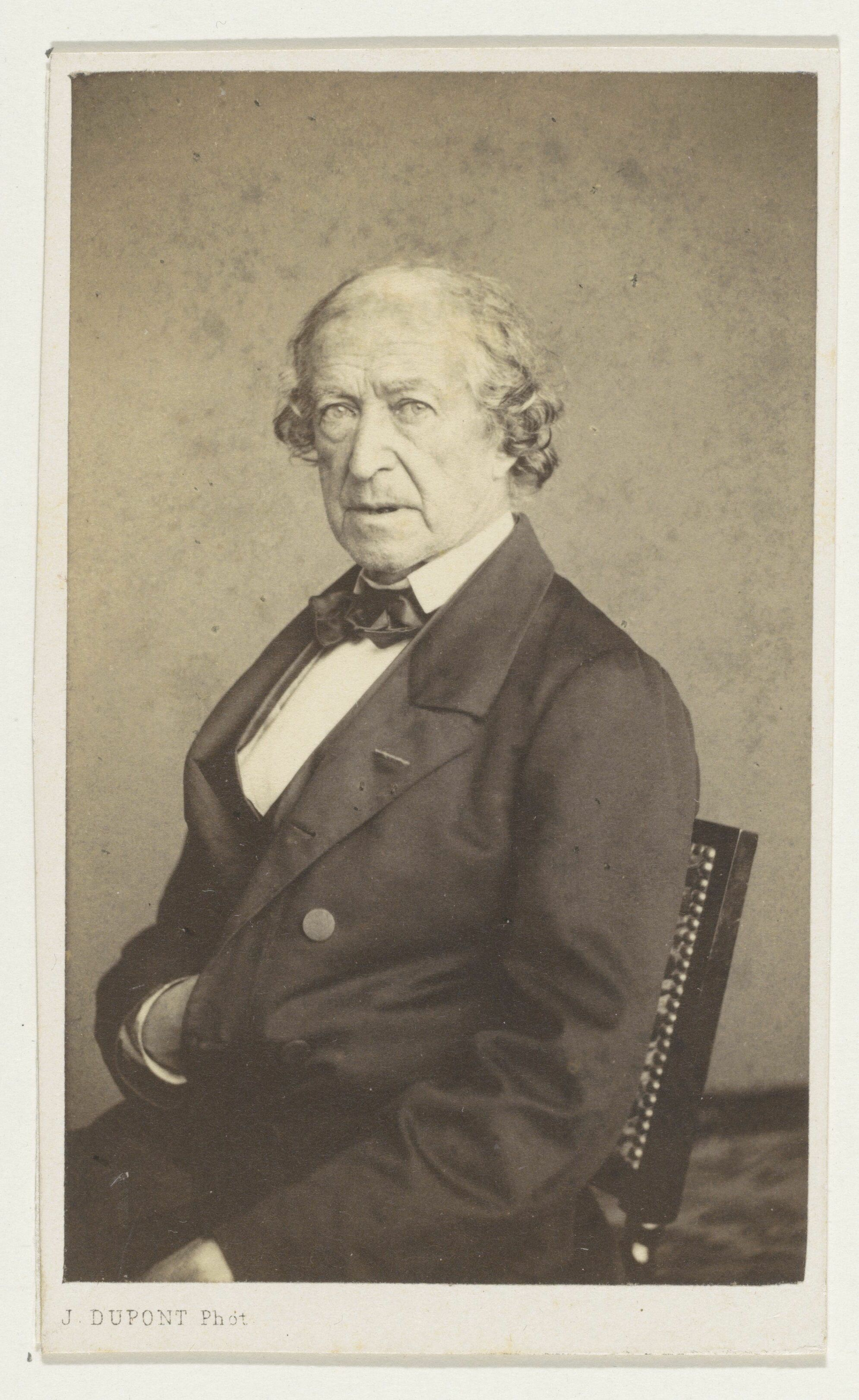
Philippe Jacques Van Bree

Philippe Jacques van Bree (* 13. Januar 1786 in Antwerpen; † 16. Februar 1871 in Saint-Josse-ten-Noode/Sint-Joost-ten-Node bei Brüssel) war ein belgischer Maler.

## Leben
Van Bree war ein Sohn des Malers und Dekorateurs André (auch Andreas) van Brée. Er hatte fünf Geschwister und musste wie seine beiden Brüder Mathieu und Jean François Guillaume Van Brée schon frühzeitig dem Vater bei der Arbeit helfen, um den Lebensunterhalt für die Familie zu erwirtschaften. Seinen ersten künstlerischen Unterricht erhielt er daher zunächst durch seinen Vater und später durch seinen Bruder Mathieu. Wie schon sein älterer Bruder besuchte er die Kunstakademie seiner Heimatstadt. 1803 erhielt er den Großen Preis für Zeichnung und 1805 den Großen Preis für Malerei nach der Natur. Dies führte dazu, dass er per kaiserlichem Erlass von der Wehrpflicht entbunden wurde. Van Bree unternahm eine ausgedehnte Studienreise durch Italien und besuchte Rom. Als sein Bruder zwei Jahre später nach Paris ging, begleitete er ihn auf dieser Reise. Er reiste im Juli 1810 in Begleitung seines Freundes Ignace-Joseph Van Regemorter, einem Landschaftsmaler und Preisträger der Antwerpener Akademie, erneut nach Paris und wurde ein Schüler des Historienmalers Anne-Louis Girodet-Trioson. 1811 unternahm er gemeinsam mit dem wenig bekannten Maler Geeraerts aus Antwerpen eine Reise zu Pferd durch Frankreich. 1812 folgte ein Ausflug nach Holland und im Jahr 1816 mehrere Wanderungen durch Italien. Auf dieser Reise wurde er von seinem späteren Schwager Louis Riquier begleitet, einem Schüler seines Bruders Mathieu-Ignace Van Brée. 1818 ließ er sich vorübergehend als freischaffender Künstler in Antwerpen nieder. Einige der Werke aus dieser Zeit wurden vom König der Niederlande und der französischen Regierung erworben. Im Jahr 1821 ging er nach Rom, kaufte dort in der Nähe der Kirche Santa Maria Maggiore ein Grundstück und richtete dort Werkstätten ein, in denen er oftmals junge belgische Künstler aufnahm, wenn sich diese in der Stadt aufhielten.
Es hielt ihn jedoch nie länger an einem Ort und er kehrte nach Belgien zurück. 1830 reiste er in Begleitung seines Schülers Jules Victor Génisson, einem jungen Maler von Kircheninterieuren, der später durch Heirat sein Neffe wurde, zurück nach Rom. Nach 1846 hielt er sich unter anderem in Berlin, Dresden, Frankfurt, München, Nürnberg, Salzburg, Wien, in England und in Holland auf. Er kehrte von Zeit zu Zeit nach Antwerpen und Brüssel zurück, was ihn nicht daran hinderte, weiterhin zu malen und in mehr oder weniger großen Abständen nach Italien zu fahren.
Seine in kleinem Maßstab gehaltenen Gemälde historischen Inhalts sind matt und süßlich in der Farbe und von oberflächlicher Charakteristik. Er hat auch mehrere Radierungen ausgeführt. Einige seiner Werke wurden im Louvre ausgestellt.
Marie-Catherine-Thérèse Van Brée (25. April 1783–26. April 1847) heiratete den Maler Louis (auch Ludwig) Ricquier (17. August 1792– 18. April 1884). Seine Nichte Regine Marie Van Brée (31. Oktober 1813 oder 1815–27. September 1851) heiratete am 31. Januar 1835 Jules Victor Génisson (7. März 1805–8/9. Oktober 1860) mit dem sie drei Kinder hatte.

## Werke (Auswahl)

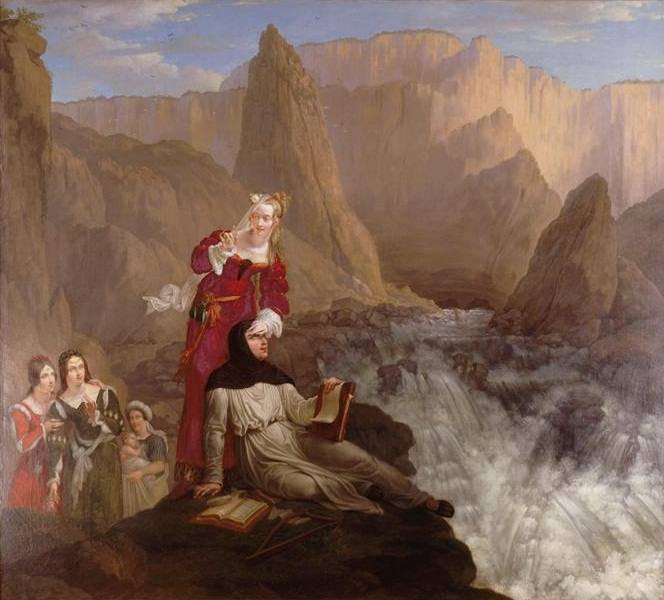
Laura überrascht Petrarca bei Fontaine-de-Vaucluse

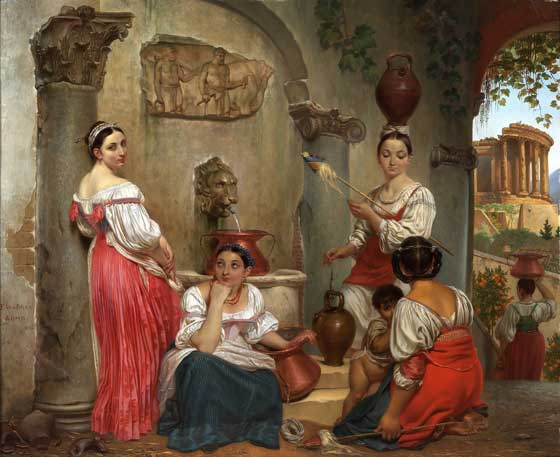
Près de la fontaine (1832)

- Orientalische Reisende (1811 für eine Ausstellung in Brüssel)
- Die vom Pater Aubry im Sturz der Elemente gefundene Atala (1812 im Ausstellungssaal in Gent)
- Rubens in seinem Garten malend
- Rubens, der sein Gemälde der Geburt Jesu in der Galerie des Luxembourg vollendet (von Ludwig XVIII. erworben)
- Abdankung Karls V.
- Maria von Medici mit ihrem Sohne Ludwig XIII.
- Der von Laura an der Quelle von Vaucluse überraschte Petrarca
- Maria Stuart in der Todesstunde (angekauft von der Gemäldegalerie von St.-Cloud)
- Zwei Könige der Franken, welche Kaiser Konstantin im Theater zu Trier den wilden Tieren vorwerfen ließ (durfte nicht ausgestellt werden)
- Spanische Nonne (nicht ausgestellt)
- Königin Blanca mit ihrem Kind[3]
- Brand des ehemaligen Klosters St. Michel im Jahre 1830 (zwei Bilder)[4]